# Кущ, Василий Андреевич
Васи́лий Андре́евич Ку́щ (29 сентября 1924, село Сокирин, ныне Козелецкий район, Черниговская область — 2 февраля 1988, там же) — старшина Красной Армии, участник Великой Отечественной войны и полный кавалер ордена Славы. Участник юбилейного парада Победы.

## Биография
Родился в 1924 году в селе Сокирин (Черниговская область), в крестьянской семье. Получил неполное среднее образование (7 классов школы), после чего устроился работать в местный колхоз.
В Красной Армии с 5 октября 1943 года. В боях начал принимать участие через 7 дней после призыва. Служил сапёром в 237-м отдельном сапёрном батальоне. В июле 1944 года, при подготовке прорыва вражеской обороны вблизи Ковеля, сумел подорвать снаряд, что обеспечило проход в ограждении противника. 30 июля 1944 года был награждён медалью «За отвагу».
В середине октября 1944 года, во время подготовки наступления вблизи Варшавы, Василий Кущ сумел провести разведывательную группу через противотанковое минное поле, после чего группа наткнулась на пехотное минное поле, в котором Кущ так же сумел сделать проход. Однако противник обнаружил группу и открыл по ней огонь. Василий Кущ был одним из первых, кто пошёл в атаку, в результате чего боевая задача группы была выполнена. 18 октября 1944 года был награждён орденом Славы 3-й степени.
В ночь с 30 на 31 октября 1944 года, группа разграждения, в составе которой находился и Василий Кущ, во время боёв вблизи Варшавы, под вражеским огнём, сумела установить и подорвать удлинённый заряд, в результате чего был проделан проход в заграждении противника. На обратном пути Василием Андреевичем было обнаружено противотанковое минное поле, в котором он сумел сделать проход. 29 декабря 1944 года был награждён орденом Славы 2-й степени.
Во время подготовки к началу Висло-Одерской операции сапёрная группа, в составе которой действовал Василий Кущ, сумела проделать два прохода в минных полях; во время разминирования было обезврежено 116 вражеских мин — 71 противопехотная и 45 противотанковых. 24 марта 1945 года был награждён орденом Славы 1-й степени.
Демобилизовался в августе 1947 года. Вернулся на родину, где снова начал работать в колхозе инженером по технике безопасности. В 1953 году вступил в КПСС. Участвовал в московском параде в честь 40-й годовщины Победы.
Умер 1988 году. Похоронен в родном селе.

## Семья
Жена — Варвара Исаковна Кущ, умерла в феврале 2014 года.

## Память
Одна из улиц села Сокирин названа в честь Василия Куща.

## Награды
Имел следующие награда:
- Орден Отечественной войны 1-й степени (11 марта 1985)[4];
- Орден Славы 1-й степени (24 марта 1945 — № 525)[5];
- Орден Славы 2-й степени (29 декабря 1944 — № 11829)[6];
- Орден Славы 3-й степени (18 октября 1944 — № 205113)[7];
- Медаль «За отвагу» (30 июля 1944)[8];
- ряд других медалей.